# パオロ (タレント)
パオロ（本名：Paolo Andrea Di Pietro パオロアンドレア・ディピエトロ、1986年11月8日 - ）は、イタリア・ミラノ生まれの外国人タレント、歌手、俳優。様々な日本のコマーシャル、テレビ番組、映画に出演しているほか、ドラゴンクエスト、ファイナルファンタジー、原神、僕のヒーローアカデミアなどの国際的に有名なアニメやビデオゲームの挿入歌などを歌っている。日本ではAirpayのテレビCMで、オダギリジョーと共演し「じゃあいいですぅ」のフレーズでも知られる。

## 略歴
イタリアのミラノで生まれる。幼少期に見たアニメ「北斗の拳」や、10歳でギターの勉強を始めた後に出会った、X JAPANやMALICE MIZERなどの日本のロックバンドに憧れを抱き、いつか日本で生きていきたいと思うようになる。ミラノ大学へと進み、日本文化を専攻。大学卒業後、2014年に日本へ移住。

### オペラ歌手として
イタリアのミラノ音楽院でオペラ声楽を学び、黄金期の世界的歌手アンジェロ・ロ・フォレーゼに師事。2012年の声楽コンクールで『フィガロの結婚』の主役を勝ち取り、オペラデビュー。イタリア全土の主要歌劇場はもちろんのこと、ヨーロッパや日本のオペラ、コンサートにソロ歌手として多数出演。2019年5月にはカーネギー・ホールでも歌を披露した。

### タレントとして
2018年より日本でタレント活動を開始。オペラ歌手時代の舞台演技の経験を活かし、俳優、バラエティー・タレント、声優、多ジャンルの歌手として、TV、CM、映画、ゲーム、アニメ、オンライン配信で活躍中。
これまでの主な出演作は、Airペイの「じゃぁいいですぅ～」の外国人役、2022年フジテレビ新春ドラマ「潜水艦カッペリーニ号の冒険」のアンジェロ役、2025年テレビ東京系木ドラ24「トウキョウホリデイ」のリチャード役、「お笑いの日」のケチャップの魔人役、CM「ポケトーク」、「KAT-TUNの世界一タメになる旅!＋」準レギュラーなど。
また、「ファイナルファンタジーVII リメイク」&「ファイナルファンタジーVI ピクセルリマスター」、Netflix「テルマエ・ロマエ ノヴァエ」オープニング曲、NHK「オトッペ」エンディング曲、TVアニメ「DRAGON QUEST -ダイの大冒険-」大魔王バーンのテーマ、「原神」三千娑界の御詠歌-ライブ編集版などを歌っている。

## 主な出演

### ドラマ
- 『二つの祖国』（テレビ東京、2019年3月30日・31日）- アメリカ軍士のロニー 役
- モーサテ ビジネスドラマ『突然ですがピンチです』（テレビ東京、2019年7月17日・18日）- ブルーノ・ロッシ 役
- 『時効警察はじめました』（テレビ朝日、2019年11月22日 第六話）- FBIの同僚 役[8]
- 連続テレビ小説『エール』（NHK、2020年3月30日 第1話）- 歌手 役
- 『誰かが、見ている』（Amazonプライムビデオ、2020年9月18日 エピソード５）- 野球選手のR.Bruce 役
- 『彼女はキレイだった』（フジテレビ、2021年8月10日 第5話）- ジェームス・テイラー 役[9]
- 『潜水艦カッペリーニ号の冒険』（フジテレビ、2022年1月3日）- アンジェロ 役[10][11]
- 『メゾンハーゲンダッツ 〜8つのしあわせストーリー〜』（WEBミニドラマ、2022年1月7日 - 2月17日）- くまの声[12]
- 『Game Of Spy』（Amazonプライムビデオ、2022年6月24日 第1話）- 眼帯の男 役[13]
- 『プリズム』（NHK、2022年8月23日 第6話）- 洋画の俳優 役
- 『相棒 season21』（テレビ朝日、2022年10月12日 第1話）- 「報道SPACE」の出演者 役[14]
- 『サラリーマントーマス』（きかんしゃトーマス実写Webドラマ、2022年12月2日 第3話）- ハロルド 役[15]
- 『わかっていても the shapes of love』（ABEMA・Netflix、2024年12月9日 第3話） - Nick 役
- 『財閥復讐〜兄嫁になった元嫁へ〜』（テレビ東京、2025年2月17日 第7話）- 伊勢雅之の商談相手 役
- 『トウキョウホリデイ』（テレビ東京、2025年4月4日 - 6月20日） - リチャード 役[16]

### 映画
- 『22年目の告白 -私が殺人犯です-』（2017年6月10日）- 挿入歌「もう飛ぶまいぞこの蝶々」[2][17]
- 『ゆとりですがなにか インターナショナル』（2023年10月13日）- アキッレ 役
- 『事故物件ゾク 恐い間取り』（2025年7月25日）- 劇伴

### アニメ
- 『ブブキ・ブランキ 星の巨人』（2017年）- 劇伴、挿入歌、作詞
- 『オーバーロードII』（2018年）- 劇伴コーラス
- 『オーバーロードIII』（2018年）- 劇伴コーラス
- 『DRAGON QUEST -ダイの大冒険-』（2020年 - 2022年）- 挿入歌「大魔王バーン」、「真・大魔王バーン」、「鬼眼王」、「絶対的な強さ～争いの術」[18][19][20]
- 『オトッペ』（2021年）- エンディング曲「ボンソワルツ」[21]
- 『テルマエ・ロマエ ノヴァエ』（2022年）- オープニング曲「闘牛士の歌 ～温泉マナーのアリア～」、作詞、ラテン語発音指導[22]
- 『オーバーロードIV』（2022年）- 劇伴コーラス
- 『カードファイト!! ヴァンガード will+Dress』（2022年）- 挿入歌「Into the Cemetery」
- 『デッドマウント・デスプレイ』（2023年）- 劇伴コーラス
- 『神椿市建設中。』（2025年）- 劇伴コーラス

### アニメ映画
- 『劇場版 幼女戦記』（2019年2月8日）- 劇伴コーラス[2]
- 『シドニアの騎士 あいつむぐほし』（2021年5月14日）- 劇伴コーラス
- 『僕のヒーローアカデミア THE MOVIE ユアネクスト』（2024年8月2日）- 挿入歌「GOLLINI -Admire-」ほか
- 『劇場版 オーバーロード 聖王国編』（2024年9月20日）- 劇伴コーラス
- 『遠井さんは青春したい！「バカとスマホとロマンスと」』（2025年7月18日）- 劇伴コーラス

### ゲーム
- 『王者栄耀』（2019年）- REMIとデュオ挿入歌
- 『とある魔術の禁書目録 幻想収束（イマジナリーフェスト）』（2019年）- 刺客　役
- 『ファイナルファンタジーVII リメイク インターグレード』（2021年）- 挿入歌「かめファンファーレ・デラックス」、「かめ道楽音頭 featuring かめおじさん (Global Ver.)」ほか
- 『ファイナルファンタジーVI ピクセルリマスター』（2022年）- ドラクゥ 役（イタリア語版とフランス語版）
- 『原神』（2023年）- プロモーションソング「三千娑界の御詠歌-ライブ編集版」
- 『ファイナルファンタジーVII リバース』（2024年）- 挿入歌「ギはマテリアを求めたり」、ラテン語翻訳
- 『O'REN』（2024年）- 挿入歌「魔神スミノフのテーマ」ほか
- 『eFootball』（2024年）- モーションキャプチャ
- 『BLUE PROTOCOL: Star Resonance』（2025年）- 挿入歌
- 『マタドールIII』（2025年）- 挿入歌「闘牛士の歌」、アナウンサー　役

### MV
- ポルカドットスティングレイ DVD『秘密』（2018年11月7日）- 侍フェチの外人 役
- QoN『Night Groovin’』（2019年）- 主役
- 東方神起 Stage Video/DVD『LIVE TOUR 2019 ~XV~』（2019年）- ダニーの父・ベーシスト 役 [23]
- Hey! Say! JUMP『愛だけがすべて -What do you want?-（ミタゾノバージョン）』（2019年）- ギタリスト 役
- Ken Yokoyama『Helpless Romantic』（2021年）- 主役
- 原神『三千娑界の御詠歌-ライブ編集版』（2023年）- 主役、ソロ挿入歌
- 原神『Genshin Concert 2023 - Melodies of an Endless Journey：そよ風の不思議な旅』（2023年）- 「三千娑界の御詠歌」ソロ歌手
- 原神『Genshin Concert Tour - Melodies of an Endless Journey』（2023年）- 「六輪一露の狂詩曲」、「三千娑界の御詠歌」ソロ歌手

### 番組
- 「ウケる!偉人伝」（日本テレビ、2018年10月5日）- ガンバレルーヤコントのルイ16世 役
- 「絶対に笑ってはいけないトレジャーハンター24時!」（日本テレビ、2018年）- ジミー大西VTRのマフィア 役
- 「KAT-TUNの世界一タメになる旅!+」（Paravi、2019年　Ep.#31, #32）- 天の声専属バトラー・パオロ 役[24]
- 「よじごじDays」（テレビ東京、2019年4月16日）- 和楽器のレポーター[25]
- 「KAT-TUNの世界一タメになる旅!+」（TBSテレビ、2019年 - 2021年 ）- 準レギュラー
- 「シブヤノオト」（NHK、2019年9月7日）- ゴールデンボンバー『令和』内、UFO仮面ヤキソバン 役
- 「お笑いの日•音ネタフェス」（TBSテレビ、2020年9月26日）- 渡辺直美xハライチ岩井勇気コントのケチャップの魔人 役[26]
- 「二宮和也主演「潜水艦カッペリーニ号の冒険」出航直前スペシャル！」（フジテレビ、2021年12月31）- ゲスト、レポーター
- 「メゾンハーゲンダッツ 〜しあわせバックストーリー〜」（Web、2022年4月22日配信）- クマの声
- 「この恋イタすぎました」（日本テレビ、2022年9月15日）- イタ男 役[27]

### CM
- まんが王国 CMシリーズ（2018年）- Lacroix Despheresの翔とデュオCMソング
- リクルート「Airペイ」CMシリーズ（2018年 〜）- 通訳 役[28]
- 楽天「ラクマ」CMシリーズ（2018年 - 2020年）- サウンドロゴ、ナレーション[29]
- ソースネクスト「ポケトーク」CMシリーズ（2018年 - 2022年）- イタリア人 役、ハンドモデル
- ザ・プレミアム・モルツ「神泡ラバーズ」CMシリーズ（2018年）- Lacroix Despheresの翔とデュオCMソング
- ニチバン「ロイヒつぼ膏」CMシリーズ（2018年）- CMソング
- 幸楽苑 つけめん食べ比べセット篇（2018年）- CMソング
- ドワンゴ「テクテクテクテク」巨大高須院長襲来！篇 （2019年）- パイロット 役[30]
- Tokyo Tokyo「Let’s ride on! Ferry」（2019年）- 主役
- BCD Travel「Travel Smart」（2019年）- 主役
- おおち山くじら おおち山くじらの歌篇（2019年）- CMソング、オペラ歌手 役
- NTTドコモ みんなドコモ割篇（2019年）- TT家族 役
- 竹本油脂「マルホン胡麻油」CMシリーズ（2019年 - 2021年）- サウンドロゴ
- ミル総本社「フィットライフコーヒー」血糖値オペラ篇（2020年）- デュオCMソング、オペラ歌手 役[31]
- 日清食品「日清焼そばU.F.O.」濃い濃いラー油マヨ　超濃厚段積み沼CM 篇（2020年）- UFO仮面ヤキソバン 役
- AbemaTV「アベマ倍速ニュース」CM（2020年）- 倍速人間 役
- 楽天モバイル「楽天ハンド」イエニスタHandしちゃった篇（2020年）- CMソング
- サンスター「Ora² me」近頃の第一印象篇（2021年）- ケイの声
- 資生堂「uno」強い男の弱点篇（2021年）- なかやまきんに君の同僚 役
- LINEMO WebCMシリーズ（2022年）- CMソング
- リゾートトラスト「サンクチュアリコート琵琶湖」CM（2022年）- 挿入歌「マッティナータ」、ゴンドリエーレ 役
- JCOM 変えちゃおう篇（2022年）- ナレーション
- アリナミン製薬「アクテージHK錠」オペラ基本篇（2023年）- CMソング、オペラ歌手 役
- リコー「Meeting 360 V2」（2024年）- 指揮者 役
- イオン イタリアフェア「Dining Table 篇」（2024年）- イタリア人シェフ 役
- サントリー ジューシーブリュー「ビールにジューシー革命」篇 （2025年）- CMソング

## 主な公演

### オペラ・レパートリー
- フィガロの結婚 フィガロ 役
- ドン・ジョヴァンニ ドン・ジョヴァンニ 役
- カルメン 闘牛士エスカミーリョ 役
- さまよえるオランダ人 ダラント船長 役
- ラ・ボエーム コッリーネ 役

### 出演劇場

#### アメリカ
- カーネギー・ホール（ニューヨーク）

#### イタリア
- ボローニャ市立劇場
- モデナ「パヴァロッティ」歌劇場
- ミラノ「アルチンボルディ」劇場
- ローマ「オリンピコ」劇場
- クレモナ「ポンキエリ」劇場
- コモ「ソチャーレ」歌劇場
- レッジョエミリア「ムニチパーレ」劇場

#### 日本
- パシフィコ横浜国立大ホール
- 大阪府立国際会議場グランキューブ大阪メインホール
- 横浜みなとみらいホール大ホール
- 六本木ヒルズアリーナ[32]
- 幕張メッセ国際展示場ホール
- 紀尾井ホール[33]
- 神奈川県立県民ホール
- 府中の森芸術劇場
- 前田ホール[34]

#### 韓国
- 慶熙大学校平和の殿堂